# ティトゥス・ウェルギニウス・トリコストゥス・カエリオモンタヌス
ティトゥス・ウェルギニウス・トリコストゥス・カエリオモンタヌス（ラテン語: Titus Verginius Tricostus Caeliomontanus、生没年不詳）は共和政ローマの政治家・軍人。紀元前448年に執政官を務めた。なお、カピトリヌスのファスティはこの年の部分が破損しており、彼の名前はリウィウスが「T. Verginius Caelimontanus」、ディオニュシオスが「Τίτος Ούεργίνιος」、ディオドロスが「Τίτον Στερτίνιον Στρούκτορα」、354年の年表では「 (Coritinesano et) Tricosto」等と諸説ある。ここではT. R. S. Broughtonに従う。

## 経歴
紀元前448年、ウェルギニウスは同僚のラルス・ヘルミニウス・コリティネサヌスと共に執政官に選出された。『ローマ古代誌』はこの年の記述が失われているが、リウィウスによれば、この前年行われた護民官選挙で、この年の護民官が定員10名のところ5名しか選出されていなかったので、足りない5名が現職護民官によって決められ、そのうち2人がパトリキである紀元前454年の元執政官であった。護民官の1人ルキウス・トレボニウスはこの事に怒り狂い、護民官選挙は定員の10名が決まるまで続けるとするトレボニウス法を提出した。それ以外では国内外とも平和であったという。